# Sicea
La Sicea S.p.A., acronimo di Società Italiana Costruzione Esercizio Acquedotti, è stata una società italiana operante nell'ambito dell'industria idraulica: progettazione costruzione e gestione degli acquedotti, degli impianti fognari, delle opere complementari di irrigazione e bonifica e gestione di impianto di trattamento a servizio di fognature.
Venne fondata nel 1934 e, tra le sue più importanti realizzazioni, si annovera la costruzione degli acquedotti di Viterbo, Orbassano, Ladispoli e Cerveteri. Nel 1997 entrò a far parte del gruppo Veolia, tra i più importanti leader mondiali della distribuzione dell'acqua.
La sede principale si trovava a Collegno ed era una delle principali società di gestione acque della provincia di Torino; operava inoltre nelle province di  Aosta e Verbano-Cusio-Ossola.